# Esquerra Unida del País Valencià (històric)
Esquerra Unida del País Valencià fou una organització política valenciana d'esquerres fundada el 1981 i formada pel Front d'Esquerra Nacionalista (FEN), que agrupava diferents candidatures d'àmbit local, el Moviment Comunista del País Valencià (MCPV), la Lliga Comunista Revolucionària (LCR), el Partit Obrer d'Unificació Marxista (POUM), i Nacionalistes Independents (NI), on destacava l'històric valencianista Valerià Miralles. També en formaven part altres col·lectius d'àmbit local com Unitat Popular del Camp de Túria, Unidad Popular de la Hoya de Buñol i col·lectius locals d'Almenara, Vilafranca, l'Horta, Ontinyent, Elx, Ribera Baixa, la Vall d'Uixó, Borriana, Vall de Tavernes, la Vila Joiosa, Nules i Alacant.

## Origen de la formació

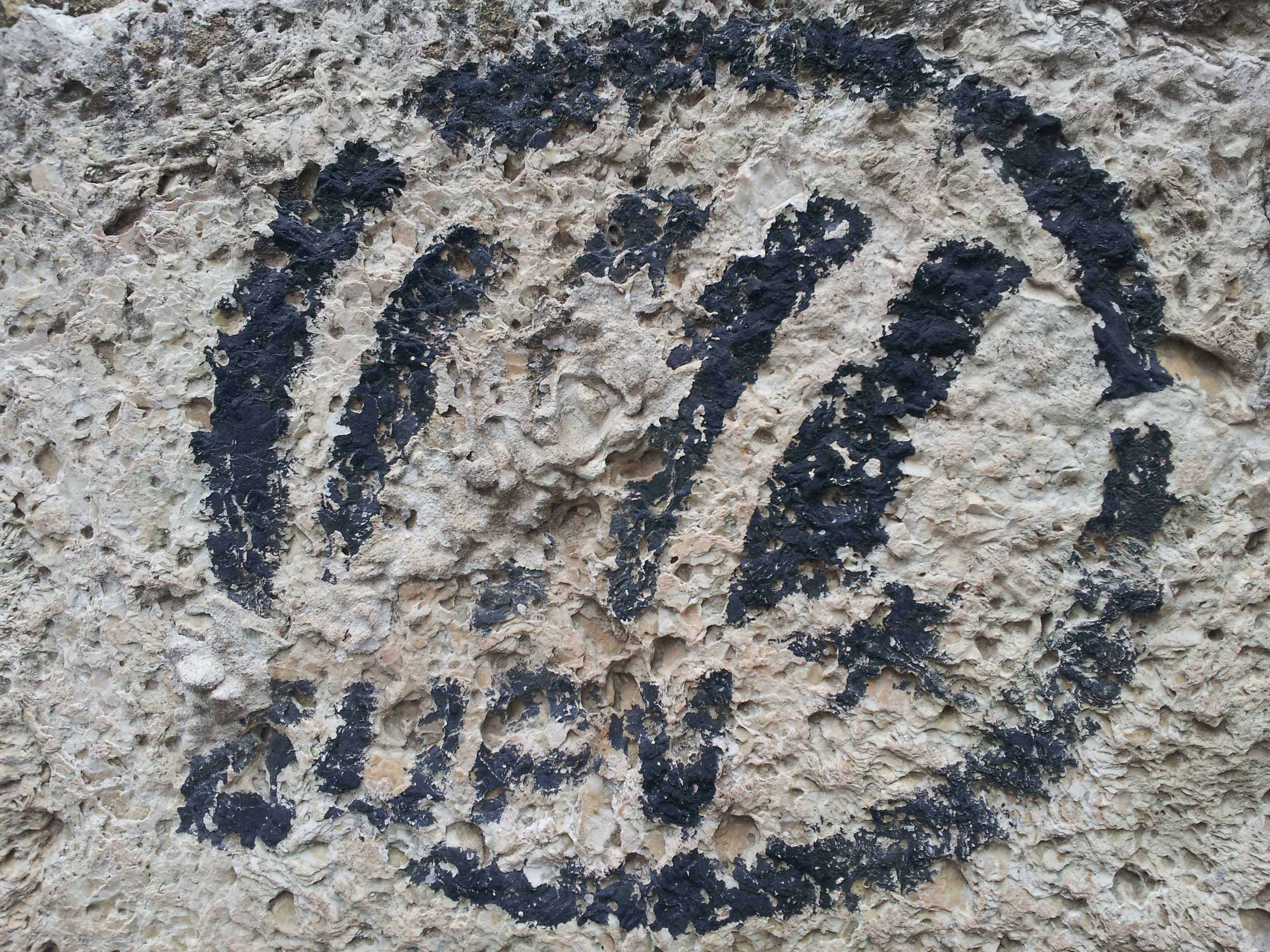
Pintada amb l'anagrama d'EUPV

EUPV es va crear com a plataforma per a aglutinar a les diferents forces i individualitats d'esquerra nacionalista desencantats pel paper pels partits majoritaris a la Transició Política Espanyola. A nivell orgànic, l'embrió de la formació van ser tres partits d'àmbit local: l'Agrupació de Socialistes Independents de Xàtiva, Esquerra Unida de Gandia i Esquerra Independent de Castelló, d'on provenia un dels seus caps més destacats, Vicent Pitarch. Valerià Miralles va ser un dels fundadors i també un militant destacat, sent posteriorment per raons legals l'encarregat de cedir les sigles a Izquierda Unida en 1992.

## Ideologia
EUPV era una organització de caràcter socialista i es definia en la seua declaració fundacional com radical, d'esquerra i nacionalista del País Valencià mentre considerava el socialisme com imprescindible per a l'alliberament de la classe treballadora i de tots els sectors oprimits i explotats pel sistema capitalista.
Reconeixia en la seua declaració fundacional el dret a l'autodeterminació del País Valencià, i apostava per un major autogovern per als valencians, bé en forma de federació o directament des de la independència, així com reconeixia els Països Catalans com a marc nacional i defensava la lliure unió del País Valencià amb aquests.

## Història

### L'antecedent del FEN
A les eleccions municipals espanyoles de 1979 les candidatures locals de Xàtiva, Gandia i Castelló van obtenir representació municipal. Estos bons resultats van fer que les diferents candidatures iniciaren una línia d'actuació conjunta que portà a un acte conjunt per al 25 d'abril de 1980. A principis d'aquell mes d'abril es feia pública l'aparició del Front d'Esquerra Nacionalista, formació que seria l'embrió d'EUPV.

### La formació d'EUPV
L'experiència del FEN va fer-se atractiu per a altres partits esquerrans sense representació parlamentària, com el POUM, el MCPV o la Lliga Comunista Revolucionària. Estes formacions acabarien convergint amb el Front per a fundar Esquerra Unida del País Valencià en 1981.
La presentació pública de l'organització es va fer al Teatre Escalante de València el 12 d'abril de 1981, presentant una declaració fundacional amb el personatge el més petit de tots a la portada. Valerià Miralles va obrir, en un teatre ple de públic, explicant els motius de la seua fundació a partir de diferents partits menuts, destacant el desencís pel com s'estava portant a terme el procés de transició a la democràcia. A continuació parlaren representants dels partits i col·lectius que la formaven. En acabar l'acte es va animar a la creació de col·lectius nacionalistes i d'esquerres en totes les localitats del País Valencià afirmant que "Aquests són moments de resistència social, nacionalista i popular".
Durant 1981 es van produir diversos intercanvis d'articles a la premsa valenciana (especialment Diario de Valencia) entre Francesc de Paula Burguera, del PNPV i Adolf Beltran, aleshores al PCPV però que estava a punt de participar en la fundació d'AEPV, on defensaven la necessitat d'una plataforma política valencianista de caràcter interclassista. Tot i que la fundació d'Agrupament d'Esquerra del País Valencià és posterior a la d'EUPV, els impulsors d'AEPV es desmarcaren d'esta tot i les coincidències ideològiques per considerar que Esquerra Unida del País Valencià tenia unes postures d'esquerra massa radicals. Tot i coincidir amb Burguera en la necessitat d'una força valencianista transversal, des d'AEPV consideraven que el PNPV no era assumible per "dretà".
El document fonamental d'EUPV es va publicar de cara a les eleccions generals espanyoles de 1982, un tríptic amb les propostes habituals dels partits d'esquerra radical de principis dels anys 1980. Pel que fa a la proposta nacionalista, EUPV defensà els elements fonamentals del fusterianisme, tant pel que fa a simbologia com pel fet de posar l'accent en la unitat de la llengua catalana. A nivell territorial defensaven el País Valencià com a subjecte polític, el seu dret a l'autodeterminació i la construcció d'una Espanya federal o confederal, si bé es deixava els Països Catalans com un projecte polític possible i defensava la col·laboració entre el País Valencià i les altres comunitats autònomes catalanoparlants.
En el moment del seu registre, el ministeri fiscal espanyol s'oposà a la seua legalització en entendre que els seus estatuts posaven en perill la unitat d'Espanya, en referència al redactat del segon article on la formació defensava el reconeixement del dret d'autodeterminació del País Valencià. El fet va propiciar fins i tot que una comissió d'EUPV s'encarregara de resoldre aquest entrebanc en 1983, un any després de demanar la seua inscripció al registre de partits.
Tot i això, EUPV només funcionà fins a les eleccions generals espanyoles de 1982. Segons Vicent Pitarch, el tombant obrerista i internacionalista dels sectors trotskistes va fer que diferents personalitats i col·lectius es passaren a l'Agrupament d'Esquerra del País Valencià. La proximitat entre les dues organitzacions ja es va fer palés durant la diada del 25 d'abril de 1982 a Castelló, quan AEPV i EUPV fan fer una pancarta conjunta. Les mateixes dos organitzacions, junt al PNPV van signar un manifest conjunt un mes abans amb l'objectiu d'iniciar una sèrie d'activitats coordinades entre els tres partits.

## Resultats electorals
Després d'acostar-se el 1982 al Partit Nacionalista del País Valencià i a l'Agrupament d'Esquerra del País Valencià per formar la candidatura electoral conjunta d'Unitat del Poble Valencià (UPV) de cara a les eleccions generals espanyoles d'aquell any acabà presentant-se en solitari, obtenint 9.302 vots (0,43%).
Posteriorment hi hauria un nou acostament a la Unitat del Poble Valencià de cara a les eleccions a les Corts Valencianes de 1983, on EUPV se sumà a la coalició. Quan UPV es va transformar en partit polític, gran part de la militància d'EUPV es va sumar al nou partit el 1984. Tot i això, els militants que no es sumaren seguiren a l'organització que continuà activa almenys fins a l'abril de 1985, on convocaria a València junt a l'acabat de constituir Moviment de Defensa de la Terra a la manifestació vespertina de la Diada del País Valencià.

## Alguns col·lectius locals
- Agrupació de Socialistes Independents (ASI) va ser una agrupació d'electors creada el 1979 a Xàtiva per tal de presentar-se a les primeres eleccions democràtiques que se celebrarien eixe mateix any per tal de portar la veu del valencianisme d'esquerres a l'ajuntament xativí.[16] La candidatura va estar encapçalada per Antoni Martínez i va obtenir 623 vots i un regidor, sent la tercera força política municipal.[17] A les eleccions municipals del 1983, ja integrada a la Unitat del Poble Valencià revalidaria el regidor augmentant el nombre de vots fins als 984 i de nou seria tercera força política a l'ajuntament.[18]

- Esquerra Unida de Gandia (EUG) va ser un partit local de Gandia fundat en 1979 i que es va dissoldre en 1983. Va obtenir 1.792 vots (8,18%) i dos regidors a les eleccions locals de 1979,[19] Francesc Candela[20] i Cebrià Molinero. En 1980 va ser un dels partits integrants del Front d'Esquerra Nacionalista (FEN),[21] que al seu torn va ser dissolt en 1981.

- Unitat Popular Independent (UPI) va ser un partit polític local de Vinaròs creat en les eleccions locals de 1979. Estava integrat pel Partit Socialista d'Alliberament Nacional (PSAN) i independents. Va obtenir 1.414 vots (15,94%) i tres regidors:[22] Sebastià Carlos Baila, Francesc Sanç i Solé i Vicent Ferrà Sorrius. En 1980 va ser un dels partits integrants del Front d'Esquerra Nacionalista. En 1983 no es va presentar a les eleccions locals i va desaparèixer.

- Esquerra Independent de Castelló (EIC) va ser partit polític creat el 1979 a Castelló de la Plana per tal d'unir l'esquerra local per a les eleccions municipals amb l'objectiu de transformar l'Ajuntament en una institució controlada i dirigida pel poble. Va obtenir 4.146 vots (7,77%), esdevenint tercera força política,[23] i obtingué dues regidories al govern municipal: policia municipal i ensenyament. Estava formada per alguns antics membres del primer PSPV com Rafael Menezo, o del PSAN com Toni Royo, però els caps més destacables foren els regidors Vicent Pitarch i Almela i Pep Mata. Més tard, substituïts per Ricard Colom i Mingo Llorenç. A les eleccions municipals del 1983 es presenta com Unitat del Poble Valencià obtenint 2.213 vots (3,65%) i perdent la representació municipal.[24]